# Mile (rijeka)
Mile je rijeka u Etiopiji desni pritok rijeke Avaš. Protječe kroz zone Sjeverni Semien i Južni Debub u regiji Amhara, a potom teče kroz regiju Afar (kroz zonu 4) na svojem toku do uvira u Avaš.
Britanski putopisac L. M. Nesbitt, koji je prošao tim krajevima 1928., bio je impresioniran veličinom rijeke Mile i zaključio da je Mile vjerojatno jedina prava rijeka koja se ulijeva u Avaš.
Rijeka Mile izvire na Etiopskoj visoravni zapadno od mjesta Sulula u woredi Tehuledere, u početku teče u pravcu sjevera, a zatim skreće na istok i teče u tom smjeru do ušća u rijeku Avaš na koordinatama 11°25′N 40°58′E / 11.417°N 40.967°E.